# Jedida
Jedida (hebr.: ידידה) – wieś położona w samorządzie regionu Matte Jehuda, w Dystrykcie Jerozolimy, w Izraelu.
Leży w górach Judei.

## Historia
Osada została założona w 1964.